# Władysław Godula
Władysław Józef Godula (ur. 24 lipca 1911 w Sanoku, zm. w kwietniu 1940 w Katyniu) – nauczyciel, podporucznik rezerwy piechoty Wojska Polskiego, ofiara zbrodni katyńskiej.

## Życiorys
Urodził się w Sanoku jako syn pochodzących z Zebrzydowic Stanisława (1880–1953, stolarz fabryczny) i Józefy z domu Wieczorek (1879–1956). Był bratem Mieczysława (1908-2007, pracownik Autosanu) i Tadeusza (1906-1971, nauczyciel w sanockim gimnazjum). Rodzina Godulów zamieszkiwała przy ul. Stanisława Konarskiego 27 w Sanoku.
Władysław Godula ukończył szkołę powszechną w Sanoku, a następnie seminarium nauczycielskie w Krośnie. Służbę wojskową odbywał w Przemyślu w 2 pułku Strzelców Podhalańskich w rodzinnym Sanoku. Został mianowany do stopnia podporucznika ze starszeństwem dniem 1 stycznia 1936 r. Został przydzielony do 44 pułku strzelców Legii Amerykańskiej w garnizonie Równe. W miejscowości Równe pracował jako nauczyciel i kierownik szkoły powszechnej.
Po wybuchu II wojny światowej i agresji ZSRR na Polskę na terenach wschodnich II Rzeczypospolitej został aresztowany przez Sowietów w niewyjaśnionych okolicznościach. Był przetrzymywany w obozie w Kozielsku. W kwietniu 1940 r. (w ocalałych pamiętnikach, które w obozie pisał inny jeniec, także pochodzący z Sanoka Zbigniew Przystasz, znalazł się wpis z 5 kwietnia 1940 r. informujący o wcześniejszym wywiezieniu Władysława Goduli, dosł odczytano jego nazwisko jako Cudula) został zabrany do Katynia i rozstrzelany przez funkcjonariuszy Obwodowego Zarządu NKWD w Smoleńsku oraz pracowników NKWD przybyłych z Moskwy na mocy decyzji Biura Politycznego KC WKP(b) z 5 marca 1940 r. Jest pochowany na Polskim Cmentarzu Wojennym w Katyniu.

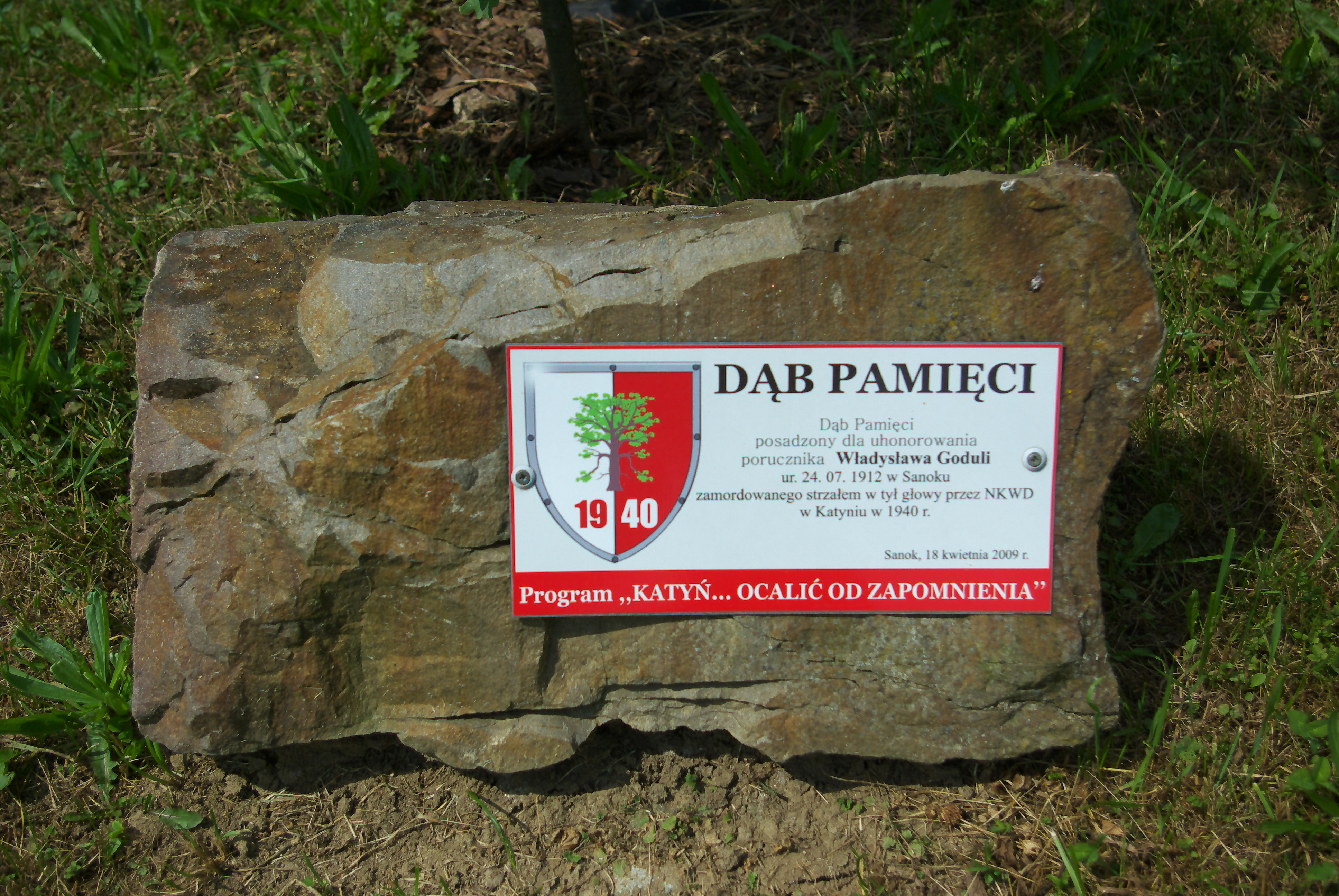
Kamień przy Dębie Pamięci honorującym Władysława Godulę w Sanoku

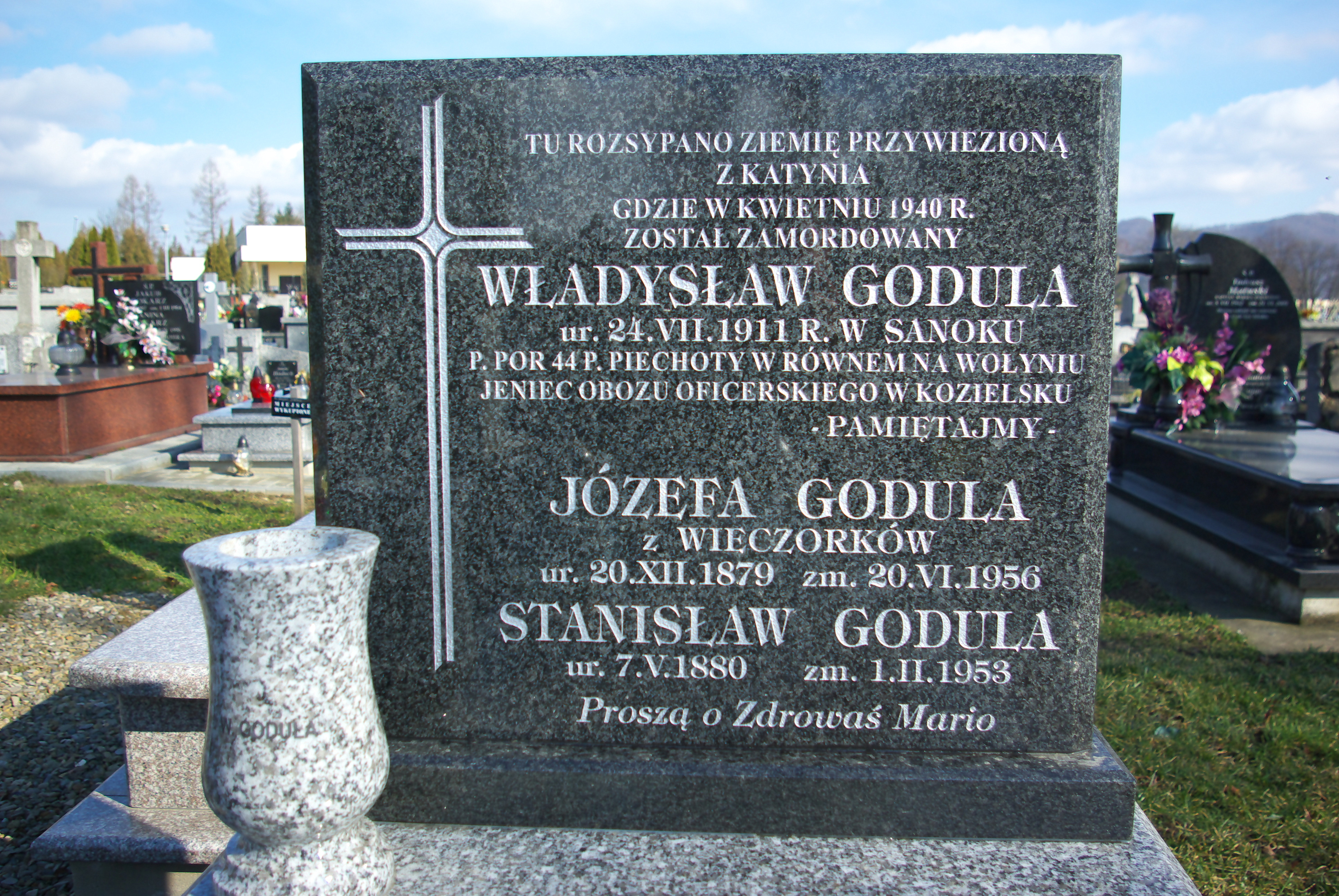
Inskrypcja upamiętniająca symbolicznie Władysława Godulę na grobowcu rodziców w Sanoku

## Upamiętnienie
5 października 2007 roku Minister Obrony Narodowej Aleksander Szczygło awansował go pośmiertnie do stopnia porucznika. Awans został ogłoszony 9 listopada 2007 roku w Warszawie, w trakcie uroczystości „Katyń Pamiętamy – Uczcijmy Pamięć Bohaterów”.
18 kwietnia 2009 r., w ramach akcji „Katyń... pamiętamy” / „Katyń... Ocalić od zapomnienia”, w tzw. Alei Katyńskiej na Cmentarzu Centralnym w Sanoku zostało zasadzonych 21 Dębów Pamięci, w tym upamiętniający Władysława Godulę (zasadzenia dokonał Wojciech Petryk, prezes Stowarzyszenia Rozwoju Wsi Bykowce).
Władysław Godula został symbolicznie upamiętniony na grobowcu rodziców na Cmentarzu Centralnym w Sanoku.